# 8 Pułk Dragonów (Cesarstwo Niemieckie)
8 pułk dragonów im. Króla Fryderyka III (2 Śląski) (niem. Dragoner-Regiment „König Friedrich III.“ (2. Schlesisches) Nr. 8)  – pułk kawalerii niemieckiej okresu Cesarstwa Niemieckiego.

## Bibliografia

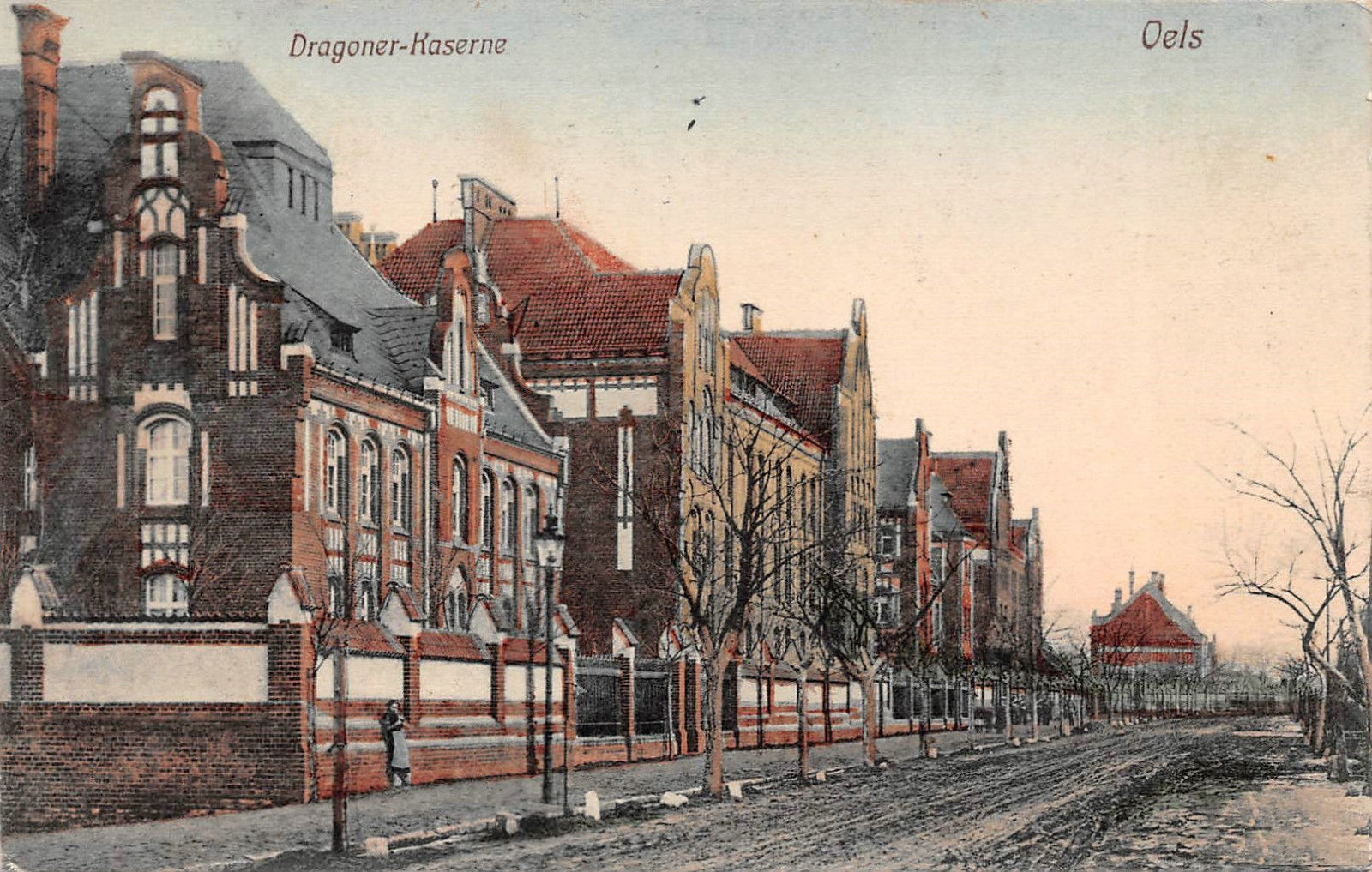
Koszary pułku

## Charakterystyka
Pułk został sformowany 7 maja 1860. Stacjonował w Kluczborku, Bierutowie i Namysłowie . Wchodził w skład VI Korpusu Armijnego .

 Wiosną 1914 był w strukturze 11 Brygady Kawalerii z 11 Dywizji Piechoty.